# Culex psatharus
Culex psatharus är en tvåvingeart som beskrevs av Dyar 1920. Culex psatharus ingår i släktet Culex och familjen stickmyggor.
Artens utbredningsområde är Panama. Inga underarter finns listade i Catalogue of Life.